# Neoadjuvante Therapie
Als neoadjuvante Therapie (zusammengesetzt aus altgriechisch νέος „neu“ und lateinisch adiuvare, „unterstützen“) wird in der Onkologie eine Therapie bezeichnet (Chemotherapie oder Strahlentherapie, ggf. auch in Kombination), die zur Reduktion der Tumormasse vor einem geplanten operativen Eingriff durchgeführt wird.
Sie wird deswegen auch induktive Therapie genannt und durchgeführt, wenn ein Tumor primär nicht operabel ist. Durch die neoadjuvante Therapie soll eine Verkleinerung des Tumors erreicht werden mit dem Ziel, dass eine chirurgische Tumorentfernung möglich wird. Sie ist in diesem Fall der einzige Weg zu einer kurativen Therapie eines bösartigen Tumors.
Eine Chemo- oder Strahlentherapie, die nach einem operativen Eingriff zur Entfernung des Tumors durchgeführt wird, bezeichnet man als adjuvante Therapie.